# Gloria (Vivaldi)
Pour les articles homonymes, voir Gloria.

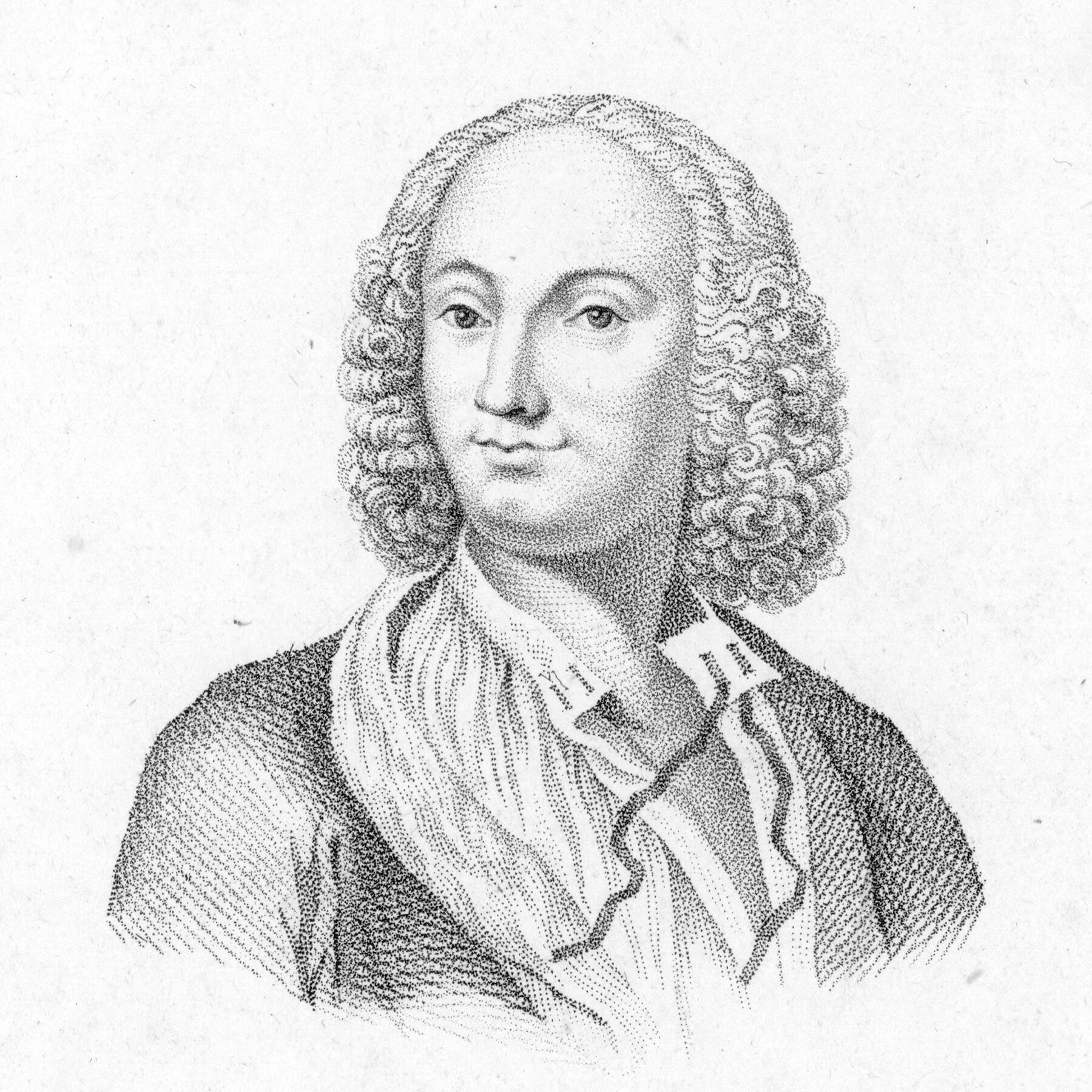
Portrait de Vivaldi considéré comme inauthentique
Gravure de James Caldwall (1739-après 1789)

Antonio Vivaldi a composé au moins trois Gloria.  De ce nombre, seulement deux nous sont parvenus (RV 588 et RV 589), puisque le troisième (RV 590) a été perdu et n'est mentionné que dans le catalogue Kreuzherren (il est par ailleurs possible que Vivaldi en ait composé d'autres sans que nous le sachions, faute de sources). Les deux que nous connaissons aujourd'hui ont été écrits vers la même période, au début des années 1700. Le Gloria RV 589 est son œuvre de musique sacrée la plus célèbre.

## Introduzioni
Comme pour d'autres morceaux vocaux qu'il a écrits, Vivaldi a composé une introduzione (motet préliminaire) qui devait être exécutée avant le Gloria lui-même. Quatre introduzioni existent pour ces Glorias : le Cur Sagittas (RV 637), le Jubilate, o amoeni cori (RV 639), le Longe Mala, Umbrae, Terrores (RV 640) et l'Ostro Picta (RV 642).

## GloriaRV 588

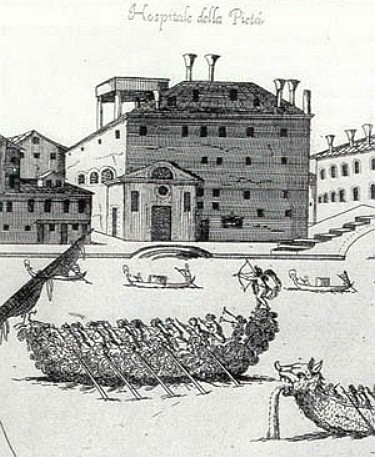
Le Pio Ospedale della Pietà
Gravure de A. Portio et A. Dalla Via, Musée Correr, Venise

Le moins connu des deux Gloria qui subsistent, le RV 588, a probablement été composé pendant que Vivaldi exerçait au Pio Ospedale della Pietà, connu pour son chœur. Le premier mouvement est la continuité du dernier aria de l'introduzione RV 639. L'antériorité de composition de ce Gloria sur le RV 589 est encore contestée, mais les deux compositions montrent des similitudes d'inspiration.
Beaucoup de mouvements montrent l'inspiration d'une composition de Giovanni Maria Ruggieri (RV Ahn. 23) et deux mouvements (Qui Tollis et Cum Sancto Spiritu) sont directement plagiés de cette œuvre (bien que le Qui Tollis omette complètement le deuxième coro et que le Cum Sancto Spiritu soit légèrement modifié). Le premier mouvement du RV 588 est également une version prolongée du RV Anh. 23, sans le deuxième coro employé dans celui-ci, mais également avec quelques mesures ajoutées et enlevées d'enchaînements d'accords. Les deuxièmes mouvements tant du RV 588 que du RV 589 (Et in Terra Pax) montrent des mouvements chromatiques et des modulations principales semblables à celles que l'on trouve dans le deuxième mouvement du RV Anh. 23.
Sa date de composition est encore en discussion, mais le Gloria RV 588 aurait été composé, tout comme le Gloria RV 589, vers 1713-15.
1. Introduzione (RV 639): Aria : Jubilate o amoeni cori (Contralto)
2. Recitative : In tam solemni pompa (Contralto)
3. Aria : Sonoro Modulamine (Contralto) — Gloria in excelsis Deo RV 588 (Chœur)
4. Et in terra pax (Chœur)
5. Laudamus te (Soprano I et II)
6. Gratias agimus tibi (Chœur)
7. Domine Deus (Alto)
8. Domine, Fili unigenite (Chœur)
9. Domine Deus, Agnus Dei (Soprano)
10. Qui tollis peccata mundi (Chœur)
11. Qui sedes ad dexteram Patris (Contralto)
12. Quoniam tu solus sanctus (Soprano)
13. Cum Sancto Spiritu (Chœur)

## GloriaRV 589
C'est le plus connu des trois Gloria de Vivaldi, communément appelé le « Gloria de Vivaldi » en raison de sa grande popularité. Ce morceau a été composé à la même période que le RV 588, alors que Vivaldi exerçait à la Pietà. Deux introduzioni existent pour cette pièce.
Le RV 589 est plus abouti et original que son précédent, mais on y retrouve une même inspiration. Le chœur du premier mouvement partage les mêmes modulations principales que le premier mouvement du RV 588, seulement modifié pour correspondre à une mesure binaire au lieu de la mesure ternaire du RV 588; les motifs orchestraux sont également similaires, notamment les sauts d'octave dans les motifs primitifs du morceau. Le deuxième mouvement est beaucoup plus dramatique dans le RV 589, mais partage néanmoins des éléments du RV Anh. 23  puisque tous les deux emploient des tremblements répétitifs au-dessous des progressions vocales. Hormis dans les premières mesures, le Qui Tollis du RV 589 est semblable rythmiquement à celui du RV 588 (et en fait du RV Anh. 23). Le dernier mouvement, Cum Sancto Spiritu, est essentiellement une version « modernisée » du celui de Ruggieri — c'est-à-dire actualisé pour correspondre aux normes du style baroque émergeant, avec quelques modulations absentes du RV 588.
Il aurait été composé tout comme le Gloria RV 588 vers 1713-15.
1. Gloria in excelsis Deo (Chœur)
2. Et in terra pax (Chœur)
3. Laudamus te (Sopranos I et II)
4. Gratias agimus tibi (Chœur)
5. Propter magnam gloriam (Chœur)
6. Domine Deus (Soprano)
7. Domine, Fili unigenite (Chœur)
8. Domine Deus, Agnus Dei (Contralto et chœur)
9. Qui tollis peccata mundi (Chœur)
10. Qui sedes ad dexteram Patris (Alto)
11. Quoniam tu solus sanctus (Chœur)
12. Cum Sancto Spiritu (Chœur)

## GloriaRV 590
Presque aucun renseignement ne nous est parvenu sur cette pièce perdue autre qu'une partie de son instrumentation (cinq voix et un hautbois) dans le catalogue Kreuzherren. Il n'y a nulle autre source d'information; pas même sa tonalité possible. Dans le catalogue Ryom Verzeichnis, il est considéré comme perdu.

## GloriaRV Ahn. 23
Ce Gloria pour deux cori (et orchestre) a été écrit par Giovanni Maria Ruggieri. Cette composition, probablement écrite pour une église vénitienne durant un festival, est datée du 9 septembre 1708. Ce Gloria a fourni beaucoup d'éléments d'inspiration à ceux de Vivaldi et à d'autres Gloria de cette époque : le dernier mouvement était même communément utilisé dans d'autres Gloria.
1. Gloria in excelsis Deo (Chœur)
2. Et in terra pax (sept basses solistes)
3. Laudamus te (Chœur, Sopranos I et II, Ténor)
4. Gratias agimus tibi (Chœur)
5. Domine Deus (Sopranos I et II et basses du premier coro, Sopranos III et VI et basse du second coro)
6. Domine, Fili unigenite (Chœur)
7. Domine Deus, Agnus Dei (Chœur)
8. Qui tollis peccata mundi (Chœur)
9. Qui sedes ad dexteram Patris (Chœur et Soprano, Contralto, et Ténor)
10. Quoniam tu solus sanctus (Chœur)
11. Cum Sancto Spiritu (Chœur)

## Enregistrements
- Creative Commons Recording Adina Spire - Bezdin Ensemble
- Liliya Sholomey soprano Domine Deus https://www.youtube.com/watch?v=zvn98jmV7ts